# Kapuziner-Terziarinnen von der Heiligen Familie

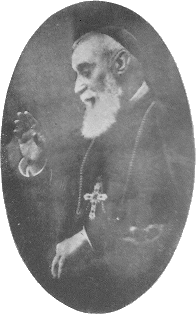
Bischof Luis Amigó y Ferrer OFMCap

Die Kapuziner-Terziarinnen von der Heiligen Familie (Ordenskürzel: TC oder HTC) sind eine weibliche Kongregation päpstlichen Rechts in der römisch-katholischen Kirche. Wie das männliche Gegenstück der Gemeinschaft, die vier Jahre später gegründete Kongregation der Amigonianer (Kapuziner-Terziaren), gehören die Schwestern zur Franziskanischen Ordensfamilie.
Die Ordensgemeinschaft wurde am 11. Mai 1885 vom Kapuziner Luis Amigó y Ferrer OFMCap in Benaguacil bei Valencia in Spanien gegründet und ist sozial und karitativ tätig. Der Kongregation gehören ca. 1400 Schwestern an, die auf vier Kontinenten (Afrika, Amerika, Asien und Europa) vertreten sind. Der personelle und geografische Schwerpunkt der Gemeinschaft hat sich in den vergangenen 40 Jahren von Spanien nach Lateinamerika (vor allem Kolumbien und Zentralamerika) verlagert. Ihr apostolischer Auftrag umfasst die Kranken- und Altenpflege, die christliche Erziehung benachteiligter Kinder und Jugendlicher, die soziale Arbeit mit gefährdeten Familien und den pastoralen Einsatz in der Pfarrseelsorge und Mission, vor allem in armen Gegenden. Das Generalat hat seinen Sitz in Rom. Derzeitige Generaloberin ist die aus Guatemala stammende Schwester Yolanda Arriaga Ruballos. Seit 1961 ist die Schwesterngemeinschaft auch in Deutschland vertreten mit Niederlassungen in Duisburg und Köln. Im deutschen Sprachraum bestand auch lange Zeit eine Niederlassung in Luzern (Schweiz), die in der Migrantenseelsorge tätig war und mittlerweile aufgegeben wurde. Ebenfalls in der Migrantenseelsorge sind die seit den 1960er Jahren in Brüssel ansässigen Schwestern aktiv. Seit 1992 sind die Schwestern außerdem in Breslau, seit 1995 in der Slowakei (seit 1998 mit einer Niederlassung in Zvolen) tätig. 